# たびくらげ探偵日記
『たびくらげ探偵日記』（たびくらげたんていにっき）は、2022年1月7日（6日深夜）から28日（27日深夜）まで、毎日放送の深夜ドラマ枠「ドラマ特区」で放送されたテレビドラマ。主演は荒牧慶彦と水江建太。

## あらすじ
キャンピングカーで生活をしながら「探し屋たびくらげ」という捜し物探偵をしていた坂牧洋平（荒牧慶彦）は、移動中に旅をしていた滝本謙太（水江建太）を拾い意気投合して以来二人で一緒に仕事をするようになる。
鼻が利き勘が鋭い洋平とパソコンに強い謙太がコンビで依頼の捜し物をこなす事で様々な事件を解決していく。

## キャスト

### 主要人物
坂牧洋平
演 - 荒牧慶彦
主人公。キャンピングカーで生活をしながら「探し屋たびくらげ」という捜し物探偵事務所を営んでいる。
滝本謙太
演 - 水江建太
バックパッカーをしている所を洋平が拾い、2人で共に仕事をするようになる。
小沢正
演 - 濱津隆之
新聞記者。
大井茂雄
演 - 坂口涼太郎
小沢の部下。
坂牧賢治
演 - 岡宮来夢
洋平の弟。
ムトウ
演 - 津田健次郎
謎の男。

### ゲスト

#### 第1話
市原タエ
演 - 山野海
洋平と謙太に思い出の手鏡の捜索を依頼する女性。
酒屋の店主
演 - 小手伸也

#### 第2話
内村一雄
演 - 福山翔大
旅館の息子。バンド活動をしており、夢のために家出してしまう。

#### 第3話
高城雅
演 - 岩﨑愛子
洋平と謙太に姉との思い出のピンバッジを探してほしいと依頼する。
高城唯
演 - 桃果
雅の姉。

## スタッフ
- 脚本 - GoRA
- 監督 - 針生悠伺
- 音楽 - 桶狭間ありさ
- 主題歌 - まっきーとけんた「Nothing but…」（キングレコード）[7]
- エンディング曲 - まっきーとけんた「Believe + Believe」（キングレコード）[5]
- 制作プロダクション - ホリプロ
- 製作 - 「たびくらげ探偵日記」製作委員会、MBS